# Robert Tracy Jackson

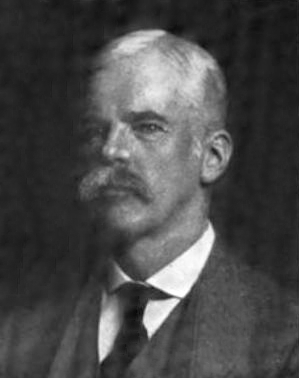

Robert Tracy Jackson (* 13. Juli 1861 in Dorchester, Massachusetts; † 1948 in Peterborough, New Hampshire) war ein US-amerikanischer Paläontologe. Er war Hochschullehrer an der Harvard University und befasste sich vor allem mit fossilen  Stachelhäutern.

## Leben
Jackson studierte an der Lawrence Scientific School der Harvard University mit dem Bachelor-Abschluss 1884 und wurde 1889 in Harvard promoviert. Ab 1891 war er an der Fakultät der Harvard University, an der er 1911 Associate in Paläontologie wurde und Kurator für fossile Stachelhäuter  im Museum of Comparative Zoology der Universität.
1919 war er Präsident der Paleontological Society. Er war Mitglied der American Academy of Arts and Sciences (1895).

## Schriften
- Phylogeny of the Echini, with a revision of the palaeozoic species, Memoirs Boston Society of Natural History 7, 1912, Archive
- Localized stages in development in plants and animals, Memoirs Boston Society of Natural History 5, 1899, S. 89–153
- mit Thomas Wayland Vaughan: Fossil Echini of the West Indies, Washington, Carnegie Institution 1922
- Fossil Echini of the Panama Canal Zone and Costa Rica, Proc. United States National Museum, 53, 1917, S. 489–501